# ギセニ
ギセニ（Gisenyi）は、ルワンダ 西部州の都市。かつてはギセニ県の中心都市であった（2006年、ギセニ県は西部州に再編された）。キブ湖岸に位置しており、対岸はコンゴ民主共和国となっている。砂浜のあるリゾートで、ウォータースポーツやブルワリーも有名である。人口は約25万人（2022年国勢調査）で、キガリに次ぐ同国第二の都市である。
ルワンダ紛争におけるジェノサイド（大量虐殺）のとき、臨時政府がこの街に設置された。